# Вальс-ле-Бен (кантон)
Вальс-ле-Бен (фр. Vals-les-Bains) — кантон во Франции, находится в регионе Рона — Альпы, департамент Ардеш. Входит в состав округа Ларжантьер.
Код INSEE кантона — 0833. Всего в кантон Вальс-ле-Бен входит 8 коммун, из них главной коммуной является Вальс-ле-Бен.

## Коммуны кантона

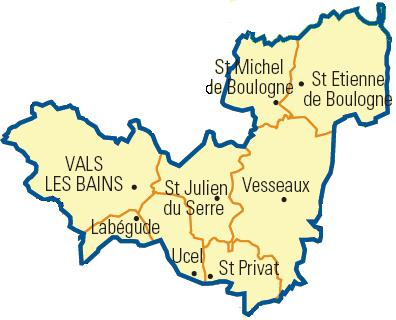
Карта кантона

| Коммуна              | Население, чел. (2006) | Почтовый индекс | Код INSEE |
| -------------------- | ---------------------- | --------------- | --------- |
| Вальс-ле-Бен         | 3 716                  | 07600           | 07331     |
| Вессо                | 1 276                  | 07200           | 07339     |
| Лабегюд              | 1 342                  | 07200           | 07116     |
| Сен-Жюльен-дю-Сер    | 711                    | 07200           | 07254     |
| Сен-Мишель-де-Булонь | 130                    | 07200           | 07277     |
| Сен-Прива            | 1 427                  | 07200           | 07289     |
| Сент-Этьен-де-Булонь | 297                    | 07200           | 07230     |
| Юсель                | 1 750                  | 07200           | 07325     |

## Население
Население кантона на 2006 год составляло 11 291 человек.
| 1962  | 1968  | 1975  | 1982   | 1990   | 1999   | 2006   | 2007 | 2008 |
| ----- | ----- | ----- | ------ | ------ | ------ | ------ | ---- | ---- |
| 8 679 | 9 445 | 9 731 | 10 118 | 10 188 | 10 469 | 11 291 | —    | —    |